# Dominic Mahony
Dominic John Grehan Mahony MBE (Plymouth, 26 de abril de 1964) é um ex-pentatleta britânico medalhista olímpico. 

## Carreira
Dominic Mahony representou seu país nos Jogos Olímpicos de 1988 e 1992, na qual conquistou a medalha de bronze, por equipes, em 1988. 